# ロット川
ロット川（ロットがわ、Lot、オック語:ÒltまたはÒut）は、フランス南西部を流れる川である。エギュイヨン近郊でガロンヌ川に合流する。川はロット県の語源となった。

## 支流
- トリュイエール川
- ブラモン川
- セレ川
- レマンス川
- レード川

## 流域の自治体
- マンド
- アントレーグ＝シュル＝トリュイエール
- カオール
- ヴィルヌーヴ＝シュル＝ロット、エギュイヨン